# Аленкур (Верхняя Сона)
Аленку́р (фр. Alaincourt) — коммуна во Франции, находится в регионе Франш-Конте. Департамент — Верхняя Сона. Входит в состав кантона Вовиллер. Округ коммуны — Люр.
Код INSEE коммуны — 70010.

## География
Коммуна расположена приблизительно в 300 км к востоку от Парижа, в 80 км севернее Безансона, в 36 км к северу от Везуля.
На севере коммуны протекает река Коне.

## Население
Население коммуны на 2010 год составляло 96 человек.
| 1962 | 1968 | 1975 | 1982 | 1990 | 1999 | 2010 |
| ---- | ---- | ---- | ---- | ---- | ---- | ---- |
| 108  | 92   | 82   | 72   | 85   | 89   | 96   |

## Экономика

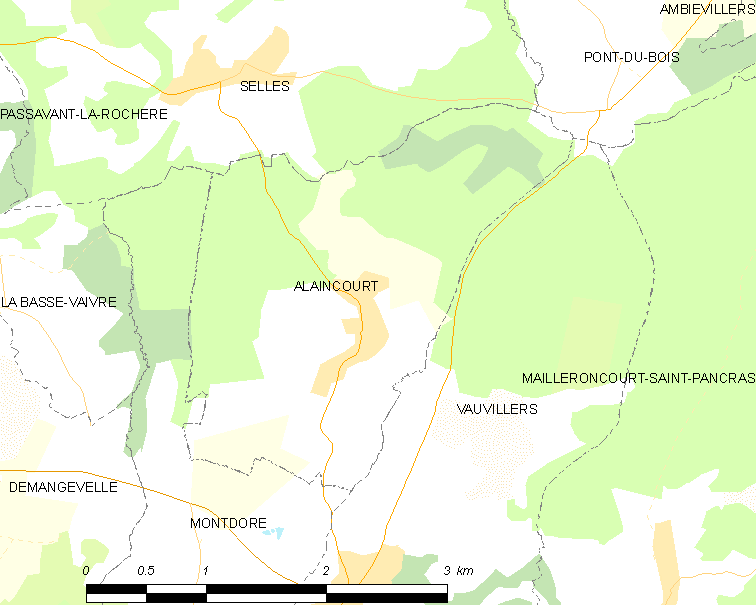
Карта коммуны

В 2010 году среди 63 человек трудоспособного возраста (15—64 лет) 43 были экономически активными, 20 — неактивными (показатель активности — 68,3 %, в 1999 году было 75,5 %). Из 43 активных жителей работали 39 человек (21 мужчина и 18 женщин), безработных было 4 (4 мужчины и 0 женщин). Среди 20 неактивных 3 человека были учениками или студентами, 12 — пенсионерами, 5 были неактивными по другим причинам.